# إدوارد مارك بست
إدوارد مارك بست (بالإنجليزية: Edward Mark Best)‏ هو ضابط شرطة نيوزيلندي، ولد في 1899، وتوفي في 8 أكتوبر 1941.